# BU-V-5021
La BU-V-5021, también conocida coloquialmente como carretera de Poza, es una carretera provincial que une la ciudad de Burgos con la localidad de Poza de la Sal.

## Características
Posee una longitud total de 41,3 km, que la hacen la más larga de la red provincial.

## Trazado
Une el barrio Villimar a Poza de la Sal BU-5020. Recorre la Bureba por su parte más oeste.